# CB Amadeo Tortajada
Club Balonmano Amadeo Tortajada (CB Amadeo Tortajada) var ett spanskt damlag i handboll från Mislata i provinsen Valencia, bildat 1975 vid skolan Amadeo Tortajada i Mislata och nedlagt 2009. Laget är kanske mer känt under sina olika sponsornamn genom åren, Constructora Estellés, Valencia Urbana, Ferrobús Mislata och slutligen Cementos La Unión Ribarroja. Det sistnämnda namnet fick laget efter att år 2004 flyttats till staden Riba-roja de Túria i samma provins.
Laget blev bland annat spanska mästare två gånger, 2006 och 2007. År 2000 vann laget EHF-cupen.

## Spelare i urval
- Isabel Blanco (1998–1999)
- Svetlana Bogdanova (1999–2002)
- Jenny Holmgren (1998–1999)
- Veronica Isaksson (1998–1999)
- Stéphanie Ludwig (2002–2003)
- Marta Mangué (2004–2007)
- Chana Masson (2000-2004)
- Silvia Navarro (1999–2004)
- Elisabeth Pinedo (2004–2005)